# Фасіл Ґебремайкл
Фасіл Ґебремайкл Волдегебріел (амх. ፋሲል ገብረሚካኤል; нар. 17 жовтня 2000, Ефіопія) — ефіопський футболіст, воротар клубу «Бахір Дар Канема» та національної збірної Ефіопії.

## Клубна кар'єра
Футбольну кар'єру розпочав в «Себета Сіті». У сезоні 2020/21 років у футболці вище вказаного клубу дебютував у Прем'єр-лізі Ефіопії. У 2021 році перейшов до «Бахір Дар Канема».

## Кар'єра в збірній
У футболці національної збірної Ефіопії дебютував 29 серпня 2021 року в нічийному (0:0) товариському матчі проти Уганди. 23 грудня 2021 року опинився у списку гравців, які поїхали на Кубок африканських націй 2021 року, але на турнірі не зіграв жодного матчу.

## Статистика виступів

### У збірній
| Дата       | Місто        | Господарі | Результат | Гості    | Турнір            | Голи | Примітки |
| ---------- | ------------ | --------- | --------- | -------- | ----------------- | ---- | -------- |
| 29-8-2021  | Бахр-Дар     | Ефіопія   | 2 – 1     | Уганда   | товариський матч  | -1   |          |
| 3-9-2021   | Кейп-Кост    | Гана      | 1 – 0     | Ефіопія  | Відбір до ЧС 2022 | -1   | 46'      |
| 7-9-2021   | Бахр-Дар     | Ефіопія   | 1 – 0     | Зімбабве | Відбір до ЧС 2022 | -    |          |
| 9-10-2021  | Бахр-Дар     | Ефіопія   | 1 – 3     | ПАР      | Відбір до ЧС 2022 | -3   |          |
| 12-10-2021 | Йоганнесбург | ПАР       | 1 – 0     | Ефіопія  | Відбір до ЧС 2022 | -1   |          |
| 30-12-2021 | Лімбе        | Ефіопія   | 3 – 2     | Судан    | товариський матч  | -2   |          |
| Усього     |              | Матчів    | 6         |          | Голів             | -8   |          |